# Dricus Du Plessis
Dricus Du Plessis (Welkom, 14 gennaio 1994) è un artista marziale misto sudafricano.
Combatte nella divisione dei pesi medi per la promozione statunitense UFC, nella quale è stato campione di categoria dal 2024 al 2025.

## Biografia
Dricus Du Plessis è un artista marziale Sudafricano (afrikaner) nato ad Hatfield, Pretoria. Du Plessis iniziò a muoversi nelle arti marziali partendo dal judo all'età di cinque anni, seguito dal wrestling a dodici anni, e poi dalla boxe francese Savate a quattordici anni. Nel 2012, quando aveva 17 anni, Dricus Du Plessis è diventato il primo sudafricano a vincere una medaglia nei Campionati mondiali di kickboxing WAKO riuscendo a vincere l'oro nel K-1, e nel 2013 ai campionati mondiale di boxe francese Savate in Francia, ottenendo il secondo posto, ma è passato alle arti marziali miste dopo aver realizzato che non giravano molti soldi nella Savate e nella kickboxing. Insieme alle arti marziali, Du Plessis ha anche giocato a rugby durante i suoi anni scolastici e da allora è un tifoso degli Springboks, la squadra nazionale di rugby del Sud Africa. Ha frequentato l'Università di Pretoria, dove ha studiato economia agraria ma ha abbandonato gli studi durante l'ultimo anno per intraprendere una carriera nelle arti marziali miste.

## Carriera nelle arti marziali miste

### Gli inizi
Du Plessis ha iniziato a muoversi nel mondo dell'MMA disputando tre incontri amatoriali prima di fare il suo debutto professionistico nel 2013, portando a segno un record di 4-0 prima di affrontare il futuro fighter UFC e allora campione dei pesi medi EFC Garreth McLellan ad EFC Africa 33, perdendo per sottomissione (ghigliottina) nel terzo incontro.
A giugno del 2015, Du Plessis ha debuttato nei pesi welter ad EFC Africa 40 contro Dino Bagattin, vincendo per sottomissione con una mata leao al secondo round. Dopo aver registrato un 3-0 nel 2015, Du Plessis ha affrontato lo striker veterano Martin Van Staden ad EFC 50 per il titolo vacante dei pesi welter EFC e vincendo per sottomissione (ghigliottina) nel terzo round. Du Plessis ha poi difeso il suo titolo contro uno dei suoi ex detentori, Henry Fadipe. Tuttavia, l'incontro è stato annullato quando Fadipe ha riscontrato problemi con il visto.
Du Plessis è tornato a competere nell'EFC nel 2017, sconfiggendo il brasiliano Mauricio Da Rocha Jr. in un match della categoria pesi welter per poi affrontare Yannick Bahati ad EFC Africa 62 per il campionato dei pesi medi in cui riuscì a vincere per ghigliottina al 1:30 del primo round, diventando campione di due classi di peso all'interno della promozione.

### KSW
Nel 2018, Dricus Du Plessis firmò per affrontare il campione dei pesi welter KSW Roberto Soldić per il titolo pesi welter a "KSW 43: Soldić contro Du Plessis il 14 aprile 2018". Du Plessis detronizzò Soldic tramite TKO, dopo un gancio sinistro ben assestato. I due si sarebbero poi reincontrati a "KSW 45: De Fries vs Bedorf" nell'autunno di quell'anno, con Du Plessis sconfitto per KO al terzo round.
Du Plessis ha combattuto ancora nella promotion KSW nell'evento KSW 50 contro il fighter di origini brasiliane e tedesche Joilton Santos, vincendo per TKO.

### Ritorno nell'EFC
Dopo che Brendan Lesar ha dominato il veterano Garreth McLellan per il titolo ad interim dei pesi medi EFC Championship all'EFC Africa 80, Du Plessis affrontò Lesar per il titolo ad EFC Africa 83 e riuscì a vincere per sottomissione tramite ghigliottina al primo round.

### Ultimate Fighting Championship
Du Plessis debuttò nella promozione contro Markus Perez l'11 ottobre 2020 ad UFC Fight Night 179, riuscendo a vincere l'incontro per KO nel primo round.
Per il secondo match nella promotion Dricus avrebbe dovuto affrontare il fighter Trevin Giles per l'evento UFC su ESPN 21, a marzo del 2021. L'incontro non si fece poiché Du Plessis si vide costretto a ritirarsi a causa di problemi con il visto e venne sostituito dal georgiano Roman Dolidze. L'incontro con Giles è stato riprogrammato per il 10 luglio 2021 su UFC 264. Du Plessis ha vinto l'incontro per KO nel secondo round. Questa vittoria gli è valsa il premio di Performance of the Night.
Du Plessis era stato scelto per affrontare Chris Curtis il 9 aprile 2022 all'UFC 273 . Tuttavia, Curtis si è dovuto ritirare a causa di un infortunio al polso ed è stato sostituito dal fighter Anthony Hernandez. In un turbinio di eventi la card viene rimescolata dopo il ritiro di Nassourdine Imavov a causa di problemi di visto americano, con Du Plessis che cambiò nuovamente sfidante in Kelvin Gastelum. Tuttavia, Gastelum si ritirò una settimana prima dell'evento a causa di un infortunio non rivelato e il suo incontro con Du Plessis fu annullato.
Dricus Du Plessis ha poi affrontato Brad Tavares ad UFC 276 il 2 luglio del 2022, dove ha vinto l'incontro per decisione unanime.
Du Plessis acquisisce ancora più fama dopo aver affrontato un ormai meteora Darren Till ad UFC 282 il 10 dicembre 2022. Ha vinto l'incontro tramite sottomissione nel terzo round e questo match gli è valso il suo primo premio di Fight of the Night.
Du Plessis ha poi affrontato il fighter statunitense Derek Brunson il 4 marzo 2023, ad UFC 285. Ha vinto l'incontro per KO tecnico a causa di un'interruzione dell'angolo al minuto 4:59 del secondo round.
Dricus Du Plessis ha affrontato poi l'ex campione dei pesi medi UFC ed allora numero 2 della divisione Robert Whittaker  in un incontro per determinare lo sfidante al titolo l'8 luglio 2023, ad UFC 290 in cui ha vinto l'incontro per KO tecnico al secondo turno. Questa vittoria gli è valsa il premio Performance of the Night e quindi la chance di sfidare il campione nella divisione dei pesi medi.
Du Plessis avrebbe dovuto affrontare l'allora campione del mondo Israel Adesanya per la cintura dei pesi medi UFC per il main event UFC 293 ma, causa infortunio alla gamba, Du Plessis è stato costretto a ritirarsi dall'incontro ed è stato sostituito da Sean Strickland.
Dopo la vittoria di Strickland su Adesanya, che ha deciso di non chiedere un immediato rematch, è arrivata l'occasione per Dricus di combattere contro il campione per cercare di conquistare la cintura dei pesi medi UFC. Du Plessis ha affrontato dunque Sean Strickland per il titolo dei pesi medi UFC il 20 gennaio 2024, ad UFC 297. I due sfidanti erano presenti sugli spalti ad UFC 296 il 16 dicembre 2023, seduti a due file l'una dall'altra secondo la disposizione di Dana White. Durante uno scambio di parole, Strickland fece cenno ai membri del pubblico di muoversi e improvvisamente attaccò Du Plessis. La rissa è stata rapidamente sedata e Strickland è stato scortato fuori dall'evento. Ad UFC 297, Du Plessis riesce a vincere l'incontro con decisione non unanime, diventando il primo campione dei pesi medi UFC dal Sud Africa; punteggio finale dell'incontro, stabilito da tre giudici, è stato di: 47-48 per Strickland, 48-47 e 48-47 per Du Plessis, con il match che è valso ad entrambi il premio di Fight of the Night.

### Arti marziali miste
- Ultimate Fighting Championship
  - Campionato dei pesi medi UFC (una volta; ex)[50]
    - Primo combattente sudafricano a vincere un campionato UFC[51]

  - Performance of the Night (due volte) vs. Trevin Giles and Robert Whittaker[52][53]
  - Fight of the Night (due volte) vs. Darren Till and Sean Strickland[54][55]
  - Pareggio ( Paulo Costa ) per i più colpi significativi messi a segno al minuto nella storia della divisione dei pesi medi UFC (6,49)[56]
  - Sesta serie di vittorie consecutive più lunga nella storia della divisione dei pesi medi UFC (7)[56]
- Extreme Fighting Championship
  - Campione dei pesi medi EFC (una volta; ex)
    - Una difesa del titolo

  - Campione dei pesi welter EFC (una volta; ex)
- Konfrontacja Sztuk Walki
  - Campione dei pesi welter KSW (una volta; ex)
  - Fight of the Night (una volta) vs. Roberto Soldić
  - Performance of the Night (una volta) vs. Roberto Soldić

## Risultati nelle arti marziali miste
| Risultato | Record | Avversario                  | Metodo                           | Evento                                               | Data              | Round | Tempo | Città                          | Note                                                                  |
| --------- | ------ | --------------------------- | -------------------------------- | ---------------------------------------------------- | ----------------- | ----- | ----- | ------------------------------ | --------------------------------------------------------------------- |
| Sconfitta | 23-3   | Khamzat Chimaev             | Decisione (unanime)              | 16 agosto 2025                                       | UFC 319           | 5     | 5:00  | Chicago, Stati Uniti           | Perde il titolo dei pesi medi UFC                                     |
| Vittoria  | 23-2   | Sean Strickland             | Decisione (unanime)              | UFC 312: Du Plessis vs. Strickland 2                 | 9 febbraio 2025   | 5     | 5:00  | Sydney, Australia              | Difende il titolo dei pesi medi UFC                                   |
| Vittoria  | 22-2   | Israel Adesanya             | Sottomissione (face crank)       | UFC 305 - Du Plessis vs. Adesanya                    | 18 Agosto 2024    | 4     | 3:38  | Perth, Australia               | Difende il titolo dei pesi medi UFC.                                  |
| Vittoria  | 21-2   | Sean Strickland             | Decisione (non unanime)          | UFC 297 - Strickland vs. Du Plessis                  | 20 Gennaio 2024   | 5     | 5:00  | Toronto, Canada                | Vince il titolo dei pesi medi UFC. Fight of the Night                 |
| Vittoria  | 20-2   | Robert Whittaker            | KO tecnico (pugni)               | UFC 290 - Volkanovski vs. Rodriguez                  | 8 Luglio 2023     | 2     | 2:23  | Las Vegas, Stati Uniti         | Eliminatoria per il titolo dei pesi medi UFC.Performance of the Night |
| Vittoria  | 19-2   | Derek Brunson               | KO tecnico (corner stoppage)     | UFC 285 - Jones vs. Gane                             | 4 Marzo 2023      | 2     | 4:59  | Las Vegas, Stati Uniti         |                                                                       |
| Vittoria  | 18-2   | Darren Till                 | Sottomissione (face crank)       | UFC 282 - Blachowicz vs. Ankalaev                    | 10 Dicembre 2022  | 3     | 2:43  | Las Vegas, Stati Uniti         | Fight of the Night                                                    |
| Vittoria  | 17-2   | Brad Tavares                | Decisione (unanime)              | UFC 276 - Adesanya vs. Cannonier                     | 2 Luglio 2022     | 3     | 5:00  | Las Vegas, Stati Uniti         |                                                                       |
| Vittoria  | 16-2   | Trevin Giles                | KO (pugni)                       | UFC 264 - Poirier vs. McGregor 3                     | 10 Luglio 2021    | 2     | 1:41  | Las Vegas, Stati Uniti         | Performance of the Night                                              |
| Vittoria  | 15-2   | Markus Perez                | KO (pugni)                       | UFC Fight Night 179                                  | 10 Ottobre 2020   | 1     | 3:22  | Abu Dhabi, Emirati Arabi Uniti | Esordio in UFC                                                        |
| Vittoria  | 14-2   | Brendan Lesar               | Sottomissione (guillotine choke) | EFC 83 - EFC Worldwide 83                            | 14 Dicembre 2019  | 1     | 4:15  | Gauteng, Sudafrica             | Difende e unifica il titolo dei pesi medi EFC                         |
| Vittoria  | 13-2   | Joilton Lutterbach          | KO tecnico (pugni)               | KSW 50                                               | 14 Settembre 2019 | 2     | 3:04  | Londra, Regno Unito            | Ritorno nei pesi medi.                                                |
| Sconfitta | 12-2   | Roberto Soldic              | KO (pugni)                       | KSW 45                                               | 6 Ottobre 2018    | 3     | 2:33  | Londra, Regno Unito            | Perde il titolo pesi welter KSW. Fight of the Night.                  |
| Vittoria  | 12-1   | Roberto Soldic              | KO tecnico (pugni)               | KSW 43                                               | 14 Aprile 2019    | 2     | 1:37  | Breslavia, Polonia             | Vince il titolo pesi welter KSW. Performance of the Night.            |
| Vittoria  | 11-1   | Yannick Bahati              | Sottomissione (guillotine choke) | EFC 62 - EFC Worldwide 62                            | 19 Agosto 2017    | 1     | 1:30  | Gauteng, Sudafrica             | Vince il titolo dei pesi medi EFC.                                    |
| Vittoria  | 10-1   | Jose Mauricio da Rocha Jr.  | KO tecnico (pugni)               | EFC 59 - EFC Worldwide 59                            | 13 Maggio 2017    | 1     | 3:58  | Gauteng, Sudafrica             |                                                                       |
| Vittoria  | 9-1    | Rafal Haratyk               | Sottomissione (guillotine choke) | EFC 56 - EFC Worldwide 56                            | 9 Dicembre 2016   | 2     | 3:34  | Gauteng, Sudafrica             | Incontro nei pesi medi.                                               |
| Vittoria  | 8-1    | Martin va Staden            | Sottomissione (guillotine choke) | EFC - Extreme Fighting Championship 50               | 17 Giugno 2016    | 3     | 3:59  | Gauteng, Sudafrica             | Vince il titolo vacante dei pesi welter EFC.                          |
| Vittoria  | 7-1    | Bruno Belabela Mukulu       | Sottomissione (rear-naked choke) | EFC - Extreme Fighting Championship 46               | 12 Dicembre 2015  | 2     | 2:50  | Gauteng, Sudafrica             | Incontro catchweight (176 lb).                                        |
| Vittoria  | 6-1    | Dino Bagattin               | Sottomissione (rear-naked choke) | EFC - Extreme Fighting Championship 40               | 6 Giugno 2015     | 2     | 3:33  | Gauteng, Sudafrica             | Debutto pesi welter.                                                  |
| Vittoria  | 5-1    | Darren Daniel               | Sottomissione (rear-naked choke) | EFC - Extreme Fighting Championship 37               | 21 Febbraio 2015  | 1     | 4:50  | Gauteng, Sudafrica             |                                                                       |
| Sconfitta | 4-1    | Garreth McLellan            | Sottomissione (guillotine choke) | EFC - Extreme Fighting Championship 33               | 30 Agosto 2014    | 3     | 2:12  | Gauteng, Sudafrica             | Per il titolo pesi medi EFC.                                          |
| Vittoria  | 4-0    | Donavin Hawkey              | KO tecnico (pugni)               | EFC Africa - Extreme Fighting Championship Africa 27 | 27 Febbraio 2014  | 1     | 4:50  | Gauteng, Sudafrica             |                                                                       |
| Vittoria  | 3-0    | Johannes Coenraad Lamprecht | Sottomissione (rear-naked choke) | EFC Africa - Extreme Fighting Championship Africa 24 | 10 Ottobre 2013   | 3     | 1:54  | Gauteng, South Africa          |                                                                       |
| Vittoria  | 2-0    | Bruno Belabela Mukulu       | Sottomissione (rear-naked choke) | EFC Africa - Extreme Fighting Championship Africa 23 | 12 Settembre 2013 | 1     | 2:34  | Gauteng, Sudafrica             |                                                                       |
| Vittoria  | 1-0    | Tshikangu Makuebo           | KO tecnico (pugni)               | EFC Africa - Extreme Fighting Championship Africa 21 | 25 Luglio 2013    | 1     | 1:18  | Gauteng, Sudafrica             | Debutto nei pesi medi.                                                |